# Louis Leschi
 (novembre 2019).
Si vous disposez d'ouvrages ou d'articles de référence ou si vous connaissez des sites web de qualité traitant du thème abordé ici, merci de compléter l'article en donnant les références utiles à sa vérifiabilité et en les liant à la section « Notes et références ».
Louis Leschi, né à Bastia (Corse) le 2 décembre 1893 et mort à Alger le 7 janvier 1954, est un historien, un épigraphiste et un archéologue français spécialiste de l'Afrique du Nord antique.

## Biographie
Fils d’universitaire, Louis Leschi suit lui-même un cursus exemplaire dont les débuts furent interrompus par la Première Guerre Mondiale: après son admission à l’École normale supérieure en 1919 il obtient l’agrégation d’histoire en 1922. Il est ensuite membre de l’École française de Rome de 1922 à 1924. Durant cette période de formation il a suivi les cours de René Cagnat et Jérôme Carcopino. C’est à l'occasion de son séjour à l'Ecole française de Rome qu’il est envoyé en Algérie auprès de Stéphane Gsell et trouve sa vocation d’archéologue spécialiste de l’Algérie antique. Il est ensuite nommé professeur au lycée d’Alger jusqu’en 1932. Il est alors aussi associé aux recherches menées par Eugène Albertini et donne dès 1926 des cours à la Faculté. 
Lorsqu’en 1932 Albertini est nommé au Collège de France, Leschi prend sa succession à la direction du Service des Antiquités de l’Afrique du Nord. Leschi prend aussi sa suite, et celle de Stéphane Gsell, comme enseignant à la faculté d’Alger, mais seulement comme professeur de lycée détaché, son absence de thèse de doctorat l'empêchant d’obtenir la chaire de la faculté. Leschi partageant son activité entre l’enseignement et une activité dans le cadre de ses responsabilités archéologiques ne soutint finalement jamais sa thèse. En 1932, il est membre du bureau de la Société historique algérienne dont il devient vice-président en 1944. En 1942, il est élu correspondant de l’Académie des inscriptions et belles-lettres. Il décède en 1954 sans avoir pu publier une synthèse attendue sur la Numidie antique.

## Œuvre
Louis Leschi a laissé, à partir de 1923 de très nombreux articles scientifiques traitant d’archéologie ou d’épigraphie dont certains furent repris dans un volume posthume publié en 1957. Outre ses articles  dans les Comptes-rendus de l'Académie des Inscriptions et Belles Lettres, dans les Mélanges de l'École française de Rome, il publie dans la Revue africaine, de 1933 à 1953, les rapports concernant l'archéologie algérienne. Il a aussi rédigé des ouvrages grand public et des guides de sites archéologiques, notamment pour le site de Cuicul. Il participa à l’édition des Tablettes Albertini. Son action en tant que directeur du service des Antiquités est marqué par plusieurs initiatives importantes. Il fut avec le colonel Baradez l’organisateur et l’initiateur de la pratique de l’archéologie aérienne en Afrique du Nord. Il appuie en 1949 la création d'un laboratoire d'anthropologie préhistorique au musée du Bardo. Parmi de nombreuses opérations menées dans le cadre de son service il supervisa plus particulièrement les fouilles d’Hippone dirigées par Erwan Marec, suivit celles de Tebessa et de Djemila, accompagna de près celles du fort de Timgad menées par Godet – Leschi prévoyait de publier un volume sur le fort byzantin. Il mena les fouilles de Lambèse où il découvrit le premier camp militaire romain. Il fut l’un des créateurs de la revue Libyca et contribua à la formation de nombreux archéologues dont Pierre Salama.

## Publications

### Ouvrages
- Djemila Cuicul de Numidie : toute une cité de l'Afrique romaine, Alger, 1938.
- Le Centenarium d'Aqua Viva près de M'doukal (Commune mixte de Barika), Alger, 1943, 22 p.
- Tipasa de Maurétanie, Alger, 1950, 53 p.
- C. Courtois, L. Leschi, C. Perrat, C. Saumagne, Tablettes Albertini. Actes privés de l’époque vandale (fin du Ve siècle), Paris, 1952.
- avec des photographies de Marcel Bovis, Algérie antique, 1952, 199 p.
- Djemila, antique Cuicul, Alger, 1953, 64 p.
- Études d'épigraphie, d'archéologie et d'histoire africaine, Paris, 1957.

### Articles (sélection)
- « Correction à Ephemeris Epigraphica, VIII, no 632 », MEFR, 40-1, 1923, p. 207-217.
- avec Eugène Albertini, « Le cimetière de Sainte-Salsa, à Tipasa de Maurétanie », CRAI, 76-1, 1932, p. 77-88.
- « Reliquaires chrétiens du Vie siècle en Numidie », CRAI, 78-3, 1934, p. 236-245.
- « Domitia Lucilla, mère de Marc-Aurèle », MEFR, 52-1, 1935, p. 81-94.
- « Recherches aériennes sur le « limes » romain de Numidie », CRAI, 81-3, 1937, p. 256-262.
- « Une mosaïque achiléenne de Tipasa de Mauritanie », MEFR, 54-1, 1937, p. 25-41.
- « Centenarium quod « Aqua Viva » appellatur… », CRAI, 85-2, 1941, p. 163-176.
- avec Jérôme Carcopino, « Inscription d’Arris (Aurès) en l’honneur de Masties », CRAI, 88-1, 1944, p. 13-14.
- « La carrière de Q. Marcius Turbo, préfet du prétoire d’Hadrien », CRAI, 89-1, 1945, p. 144-162.
- « Découverte récente à Timgad : Aqua septimia felix », CRAI, 91-1, 1947, p. 87-99.
- « Nouvelles recherches aériennes sur le « limes » d’Afrique », CRAI, 91-3, 1947, p. 512-517.
- « L’album municipal de Timgad et l’« ordo salutationis » du consulaire Ulpius Mariscianus », CRAI, 91-3, 1947, p. 563-570 Lire en ligne.
- « Découvertes épigraphiques dans le camp de Gemellae (El-Kasbat, Algérie) », CRAI, 93-3, 1949, p. 220-226.